# Wojna w Somalii (od 2009)
Wojna w Somalii – piąta faza somalijskiej wojny domowej, która rozpoczęła się na początku lutego 2009 roku, gdy ugrupowanie Hizbul Islam wypowiedziało wojnę nowo zaprzysiężonemu prezydentowi Sharifowi Ahmedowi.
W latach 2006–2009 w Somalii trwała czwarta faza wojny domowej. Przeciwko Tymczasowemu Rządowi Federalnemu pod kierownictwem prezydenta Abdullahi Yusufa wystąpiła islamska organizacja Unia Trybunałów Islamskich wraz z innymi radykalnymi ugrupowaniami takimi jak Asz-Szabab. W trakcie trwania wojny po stronie somalijskiego rządu interweniowały wojska etiopskie.
Po dymisji prezydenta Abdullahi Yusufa i wycofaniu się wojsk etiopskich, Szarif Szajh Ahmed z ugrupowania Unii Trybunałów Islamskich wchodzących w skład Sojuszu na rzecz Wyzwolenia Somalii (ASR) został zaprzysiężony na prezydenta Somalii. Ahmed reprezentował umiarkowane islamskie skrzydło w somalijskiej polityce, co spowodowało, że radykalne organizacje przeciwstawiły się mu, dążąc do jego obalenia.
4 lutego 2009 cztery grupy islamistów, w tym grupa Hassana Dahira Awejs, niegdyś należąca do Sojuszu na rzecz Wyzwolenia Somalii, połączyły się i sformowały organizację o nazwie Hizbul Islam. 8 lutego 2009 roku Hizbul Islam wypowiedziała wojnę rządowi Ahmeda oraz siłom pokojowym Unii Afrykańskiej (AMISOM). Ahmedowi przeciwstawiło się też Asz-Szabab, które weszło w sojusz z Hizbul Islam. 18 kwietnia 2009 parlament Somalii uchwalił wprowadzenie w całym kraju szariatu, czyli prawa muzułmańskiego. Mimo iż ugrupowanie Asz-Szabab tego się domagało, to ogłosiło jednak, że będzie kontynuować wojnę, nawet po wycofaniu się sił Unii Afrykańskiej.
W maju 2009 ruszyła wielka ofensywa rebeliantów w centralnej Somalii, kontrolowanej przez rząd. Równolegle trwały walki w stolicy, których celem było obalenie prezydenta Ahmeda. W wyniku dwumiesięcznych walk rebelianci zdobyli kontrolę nad terenami Hiraan, Shabellaha Dhexe, Mareeg oraz Galguduud. Latem 2009 do walk przystąpili sufici z prorządowej milicji As-Sunna Wal Jamaah. Milicjanci zatrzymali ofensywę radykałów, odbijając kilka okręgów z rąk rebeliantów.
W październiku 2009, z powodu braku porozumienia co do sposobu kontrolowania zdobytych terenów, doszło do zakończenia sojuszu między Szebabami (bojownicy organizacji Asz-Szabab) i Hizbul Islam. Od tego wydarzenia w wojnie domowej brały udział trzy strony. W wyniku waśni wśród rebeliantów, strona rządowa odbijała niektóre regiony utracone w ofensywie rebeliantów.
W 2010 walki toczyły się na południu kraju – między Hizbul Islam i Szebabami oraz w centralnej Somalii (głównie wokół Beledweyne między frakcjami rebelianckimi a strukturami milicji As-Sunna Wal Jamaaca, lojalnymi prezydentowi Ahmedowi, które zakończyły się sukcesem rebeliantów). Rebelianci, tym razem osobno, także w stolicy przeprowadzali pojedyncze ataki na siły AMISOM oraz patrole wojsk rządowych. 23 sierpnia 2010 Szebabowie ogłosili ostateczną wojnę przeciwko „najeźdźcom”, jak nazwano sześciotysięczny kontyngent żołnierzy Unii Afrykańskiej – AMISOM -stacjonujący w Mogadiszu. Wybuchły wówczas ciężkie walki w stolicy.
23 grudnia 2010 rebelianci z Hizbul Islam zdecydowali się na fuzję z ekstremistami z Asz-Szabab, wspieranych przez Al-Ka’idę. Wznowienie sojuszu na celu miało obalenie prezydenta Ahmeda i ustanowienie islamskiego kalifatu w Somalii. Tym samym zakończył się rozłam wśród somalijskich fundamentalistów islamskich.
W 2011 w Mogadiszu rozpoczęła się ofensywa międzynarodowych sił AMISOM w której zginęło kilkaset osób. Były to najbardziej mordercze walki w historii Mogadiszu, pomijając interwencje ONZ z 1993. Nadzwyczajnie duże straty były po stronie sił AMISOM. Burundi zanotowała największe straty swoich żołnierzy czasu burundyjskiej wojny domowej. Wyniszczające walki frakcji klanowych i politycznych nie ominęły prowincji.
Walki w 2011 zarówno na prowincji jak i w stolicy charakteryzowały się niespotykaną dotąd brutalizacją i były najbardziej krwawe w historii somalijskiego konfliktu. W marcu 2011 milicja Raskamboni podniosła bunt wobec Asz-Szabab. Siły As-Sunna Wal Jamaaca rozpoczęły marsz na południe kraju. Kiedy tam dotarły razem z rządowymi sprzymierzeńcami, rozpoczęły się niezwykle krwawe walki z islamskimi radykałami.
Ciężkie kampanie wojenne zostały powstrzymane latem przez katastrofalną susze, która nawiedziła Somalię. W jej wyniku miliony Somalijczyków cierpiało głód, a 6 sierpnia Szebabowie opuścili stolicę. Jednak islamiści powrócili do działań partyzanckich i terrorystycznych. W najbardziej krwawym zamachu terrorystycznym z 4 października 2011 w Mogadiszu zginęło 139 osób. 16 października 2011 na południu Somalii doszło do inwazji wojsk kenijskich, w wyniku której spacyfikowano południe kraju. W listopadzie 2011 ponowną interwencję w Somalii podjęła Etiopia.
W lutym 2012 Al-Kaida oficjalnie potwierdziła ścisłą współpracę z Asz-Szabab. Tymczasem na południu kraju armie Etiopii i Kenii nadal działały w 2012 w południowej Somalii, odbijając z rąk rebeliantów kolejne miasta. W czerwcu 2012 wojska kenijskie dołączyły w skład kontyngentu AMISOM, który liczył wówczas ponad 17 tys. żołnierzy. W 2012 przeprowadzono transformacje polityczną. 23 czerwca 2012 przyjęto projekt nowej konstytucji. Ogłoszono harmonogram, według którego 20 sierpnia 2012 prezydent Ahmed ustąpił ze stanowiska, a 10 września 2012 na nowego prezydenta Somalii wybrano Hassana Sheikha Mahamuda.
We wrześniu 2012 sprzymierzone siły kenijskie i somalijskie przystąpiły do oblężenia głównego bastionu rebeliantów Kismaju. W tym czasie doszło do ponownego rozłamu wśród islamistów, kiedy to Hizbul Islam opuścił radykałów z Asz-Szabab. 29 września 2012 po dwudniowym szturmie, rebelianci z tego drugiego ugrupowania zostali wyparci z Kismaju.

## Wybuch wojny po dojściu do władzy Unii Trybunałów Islamskich

### Zaprzysiężenie Ahmeda na prezydenta i formowanie zbrojnej opozycji

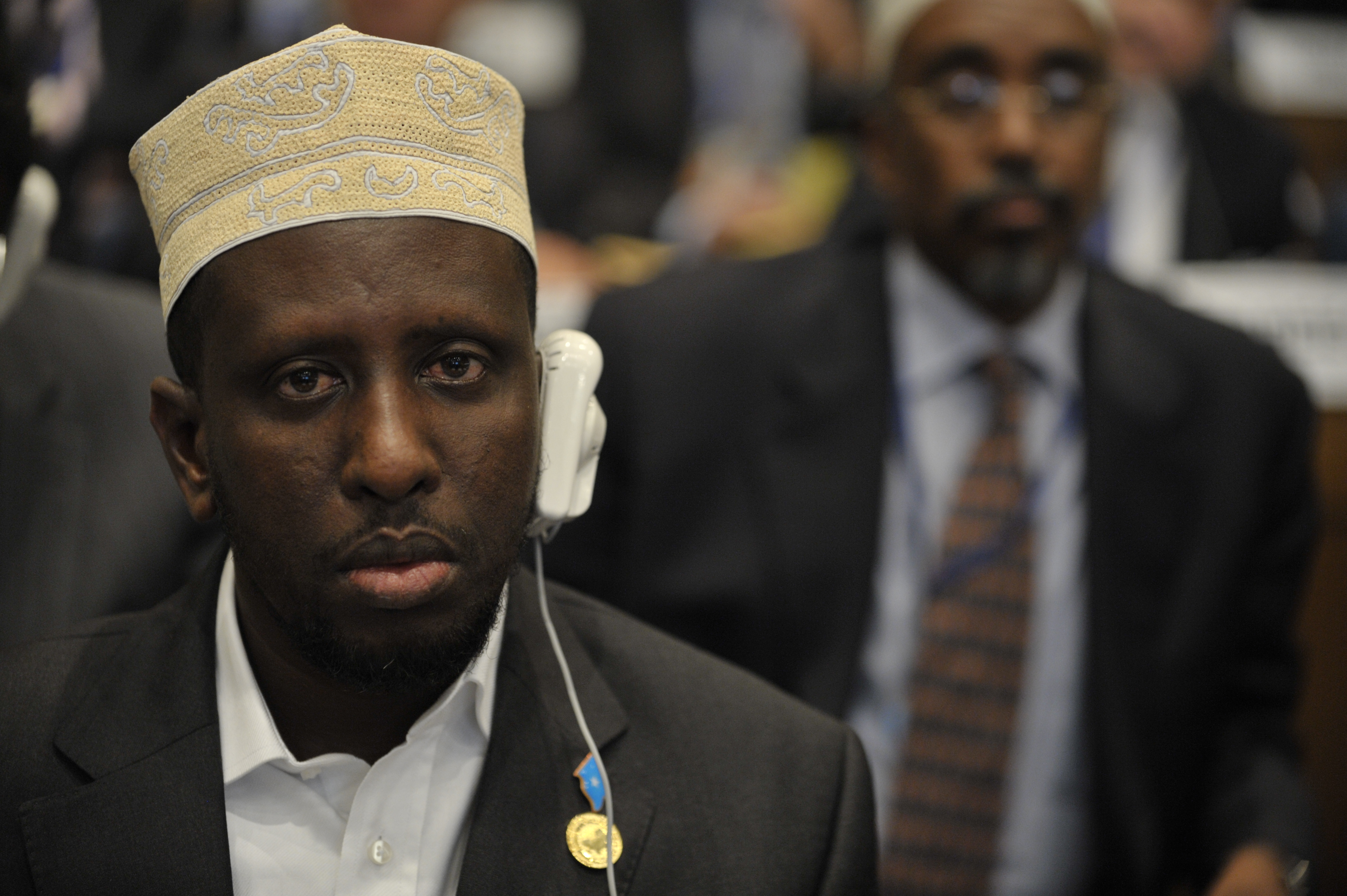
Zaprzysiężenie na prezydenta Sharifa Sheikha Ahmeda wywołało podziały wśród islamistów i wybuch wojny frakcyjnej

Prezydent Ahmed został zaprzysiężony na prezydenta Somalii 31 stycznia 2009, kończąc tym samym okres wojny z lat 2006-09, podczas której z ówczesnym rządem somalijskim, wspieranym przez wojska etiopskie, walczyły bojówki Unii Trybunałów Islamskich, których liderem był Sharif Ahmed. Ugrupowanie Ahmeda było wówczas połączone sojuszem z ASR i Asz-Szabab oraz innymi mniejszymi islamistycznymi organizacjami. Całość była popierana przez Al-Ka’idę. Ponieważ Ahmed reprezentował umiarkowane islamskie skrzydło w somalijskiej polityce, radykalne organizacje przeciwstawiły się mu, dążąc do jego obalenia.
4 lutego 2009 cztery grupy islamistów, w tym grupa Hassana Dahira Awejsa, niegdyś należąca do Sojuszu na rzecz Wyzwolenia Somalii, połączyły się i sformowały organizację o nazwie Hizbul Islam. Celem powstałej organizacji była walka z nowym rządem Sharifa Ahmeda. Do Hizbul Islam dołączyli fundamentaliści z Asz-Szabab, sojusznicy Unii Trybunałów Islamskich z poprzedniej fazy wojny domowej.
Ponadto Somalia – państwo pogrążone w wojnie domowej, praktycznie bez rządu – stała się dogodnym miejscem dla budowania baz przez rebeliantów Al-Ka’idy, która wówczas coraz mniej pewnie czuła się w takich krajach jak Irak, Afganistan czy Pakistan. Drugim państwem oprócz Somalii narażonym na działalność terrorystów stał się Jemen.

### Wypowiedzenie wojny, pierwsze działania zbrojne
8 lutego 2009 roku Hizbul Islam wypowiedziała wojnę rządowi Ahmeda oraz siłom pokojowym Unii Afrykańskiej (AMISOM). W dniu wypowiedzenia wojny doszło do gwałtownych starć w południowej części Mogadiszu. Podczas walk ulicznych doszło do spotkania lidera Asz-Szabab Sheikha Muchtara Robowa z prezydentem Ahmedem. Podczas negocjacji Ahmed ogłosił, iż są czynione przygotowania do wprowadzenia koranicznego prawa szariatu. Następnie Robow zaprzeczył, jakoby miał rozmawiać z prezydentem i ogłosił, iż walki będą trwać aż do wprowadzenia prawa koranicznego.
10 lutego Szebabowie rozpoczęli natarcie w prowincji Bakool. Walki koncentrowały się wokół miasta Baydhabo, które rebelianci chcieli zdobyć po tym, jak zostało opanowane 26 stycznia 2009 po półrocznym oblężeniu przez siły Unii Trybunałów Islamskich. W Galmudug Szebabowie walczyli o Masagaway oraz Warsheekh.
12 lutego Mukhtar Robow zdementował informacje mediów, które donosiły o zawarciu przez niego nieformalnego porozumienia z prezydentem. Dodał też, że nie ma zamiaru negocjować z rządem, a walki będą trwać nadal, po czym jeszcze raz publicznie wypowiedział wojnę nowemu rządowi.
22 lutego doszło do zamachów na bazę wojsk AMISOM w Mogadiszu. W podwójnym zamachu samobójczym zginęło 11 żołnierzy Burundi, a 15 osób zostało rannych.
24 lutego wybuchła dwudniowa bitwa w południowych dzielnicach Mogadiszu. Przy pomocy moździerzy rebelianci zaatakowali Pałac Prezydencki, położony na wzgórzu w dzielnicy Wardhigley. W walkach zginęło co najmniej 69 osób, w tym 48 cywilów. Wśród ofiar były także dzieci.
28 lutego Hizbul Islam złożył propozycję rozejmu rządowi. Jednak 1 marca Sharif Ahmed odrzucił ofertę. Prezydent zgadzał się z wprowadzeniem szariatu, ale odmówił wyjścia wojsk z terenów kontrolowanych przez rebeliantów.
18 kwietnia parlament Somalii uchwalił wprowadzenie w całym kraju szariatu, czyli prawa muzułmańskiego.
6 maja Asz-Szabab ogłosiło, iż będzie kontynuować wojnę, nawet po wycofaniu się sił Unii Afrykańskiej.
25 maja rząd zarządził natychmiastową blokadę lotnisk oraz portów morskich, aby zapobiec przemytowi broni dla bojowników.

## Ofensywa rebeliantów (2009)

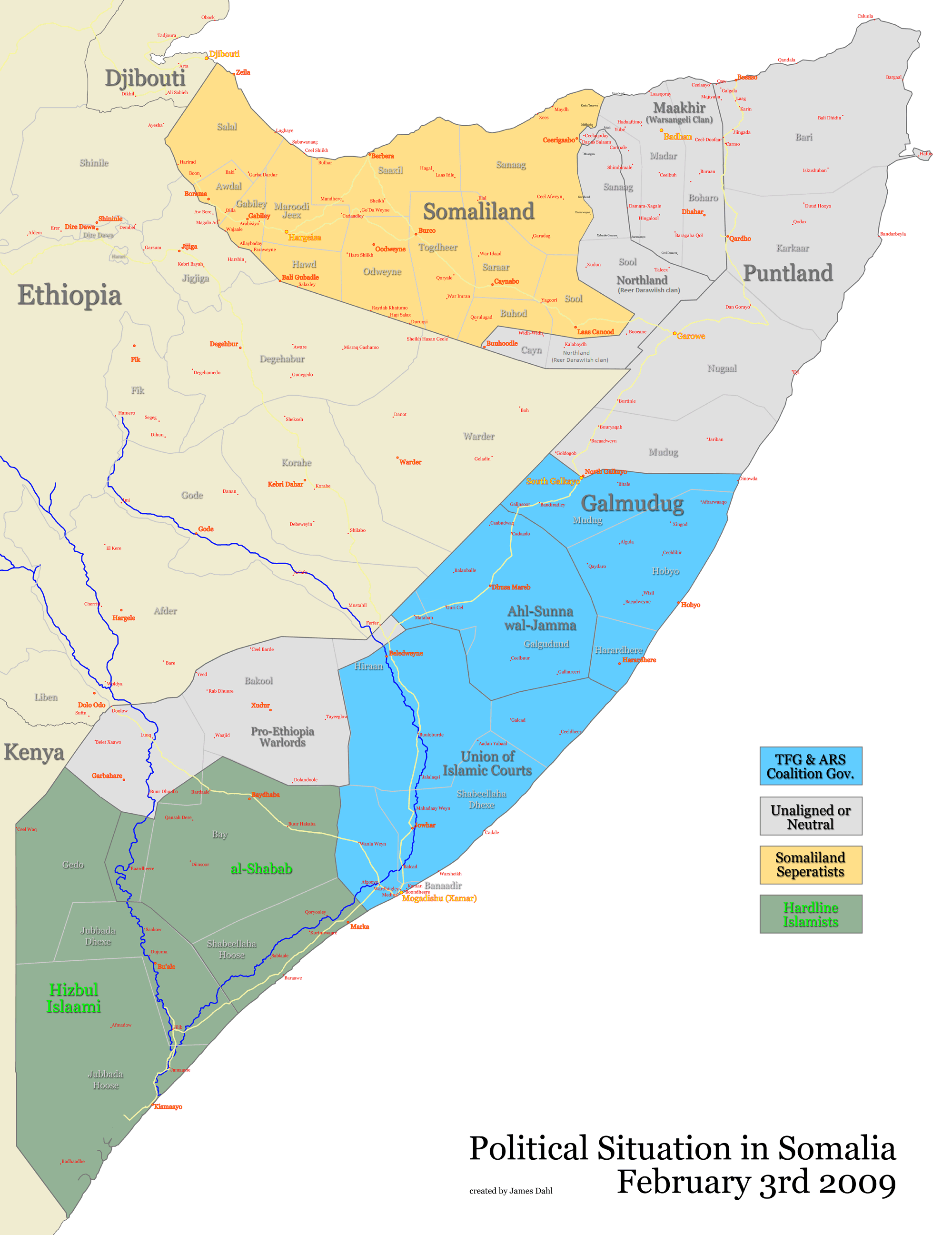
Sytuacja w Somalii przed rozpoczęciem walk

7 maja wybuchły ciężkie walki w Mogadiszu o kontrolę nad miastem. Rebelianci z ugrupowania Asz-Szabab (Szebabowie) oraz Hizbul Islam prowadzili walki z wojskami rządowymi oraz siłami międzynarodowymi AMISOM. Ciężkie walki trwały od końca września do momentu zerwania sojuszu pomiędzy islamistycznymi frakcjami walczącymi z rządem. Walki w Mogadiszu pochłonęły życie ok. 100 rebeliantów i 100 żołnierzy rządowych oraz 29 żołnierzy AMISOM. Zginęło także prawie 1500 cywilów, a 223 tys. musiało uciekać z miasta.
Równolegle z walkami w stolicy rebelianci przystąpili do ofensywy na terenach centralnej Somalii. 11 maja Szebabowie wjechali na ciężarówkach Toyota-Pickup do miasta Bula-Barde w okręgu Hiraan. Miasto to było pierwszym, które wpadło w ręce rebeliantów w dzielnicy Hiraan.
W dniach 12-13 maja odbyła się bitwa o miejscowość Mahas, jednak bojówki rządowe Unii Trybunałów Islamskich utrzymały kontrolę nad miasteczkiem. 15 maja rebelianci przeprowadzili drugi atak na Mahas. W walkach zginęły 4 osoby, a setki cywilów uciekło z miasta. W mieście odcięto łącza telekomunikacyjne. Tymczasem wybuchła bitwa o Wabho w somalijskiej prowincji Galgudug. Kontrolę nad Wabho zachowały bojówki As-Sunna Wal Jamaaca, jednak kosztowało to życie 5 milicjantów. W wyniku licznych walk na przełomie 15-16 maja zginęło 68 osób. Rząd twierdzi, że w bitwach o Mahas i Wabho zginęło 48 Szebabów.
17 maja rebelianci islamscy zdobyli miasto Johwar. Zginęło 7 osób, w tym 4 cywilów i 3 prorządowych bojówkarzy. Szebabowie potrzebowali zaledwie 20 minut, by przepędzić bojówki rządowe z miasta. Tego dnia w kolejnym dniu bitwy o Mahas zginęło 17 osób, natomiast podczas walki o Al-Bur (region Galgudug) zabito 16 osób. 18 maja Szebabowie przejęli kontrolę nad ważnym strategicznie miastem Mahaday, leżącym około 23 km na północ od wcześniej zdobytego Jowhar. Rebelianci wjeżdżając do miasta nie napotkali oporu ze strony bojówek rządowych. Unia Trybunałów Islamskich w celu odbicia miasta szturmowała je 20 maja, ale bez skutku. Dopiero kolejne ataki zakończyły się odbiciem miasta 26 maja.
19 maja do Somalii wjechało 18 wojskowych samochodów ciężarowych z wojskami etiopskimi, które rozmieszczono w okręgu Hiraan. Wojska te w latach 2006–2008 walczyły przeciwko Unii Trybunałów, teraz wspomagały rządowe bojówki Unii w utrzymaniu terytoriów w środkowej Somalii.
31 maja wojska etiopskie zajęły kontrolowaną dotychczas przez rebeliantów wioskę Kalaberyr koło Beledweyne. Wojska te stacjonowały wokół tej miejscowości od 20 maja. 4 czerwca prorządowa armia odbiła objęła całkowitą kontrolę nad miastem Mahaday.
5 czerwca rozpoczęła się krwawa bitwa między prorządowymi bojówkami As-Sunna Wal Jamaaca a rebeliantami z Asz-Szabab i Hizbul Islam o niewielkie miasto Wabho w somalijskiej prowincji Galgudug. Tam już 15 maja wrogie frakcje islamskie stoczyły bitwę, w której zwyciężyły siły rządowe, chociaż początkowo, gdy walki jeszcze trwały, zwycięstwo ogłosiły bojówki As-Sunna Wal Jamaaca. Według Agencji Reutera oraz miejscowych organizacji humanitarnych w bitwie zginęło 123 osoby – cywile, rebelianci, bojownicy prorządowi. Ostatecznie 7 czerwca rebelianci przejęli kontrolę nad Wabho. Ze względu na dużą liczbę ofiar bitwa pod Wabho była jednym z najkrwawszych starć wojny domowej w Somalii trwającej od 1991 roku.
13 czerwca Etiopczycy zajęli miejscowość Balanbal w Galgudud, gdzie utworzyli bazę wojskową. 18 czerwca w zamachu bombowym w Beledweyne zginął somalijski Minister Obrony Omar Hashi Aden. W zamachu tym łącznie zginęło 31 osób, a rannych zostało 45.
21 czerwca w Somalii wprowadzono stan wyjątkowy. Władze poprosiły kraje ościenne o natychmiastową pomoc militarną. „Zwracamy się do państw ościennych, takich jak Kenia, Dżibuti, Etiopia i Jemen, a także do społeczności międzynarodowej, o wysłanie do Somalii wojsk w ciągu 24 godzin” – prosił Szejk Aden Mohamed Madobe, przewodniczący tymczasowego parlamentu Somalii.

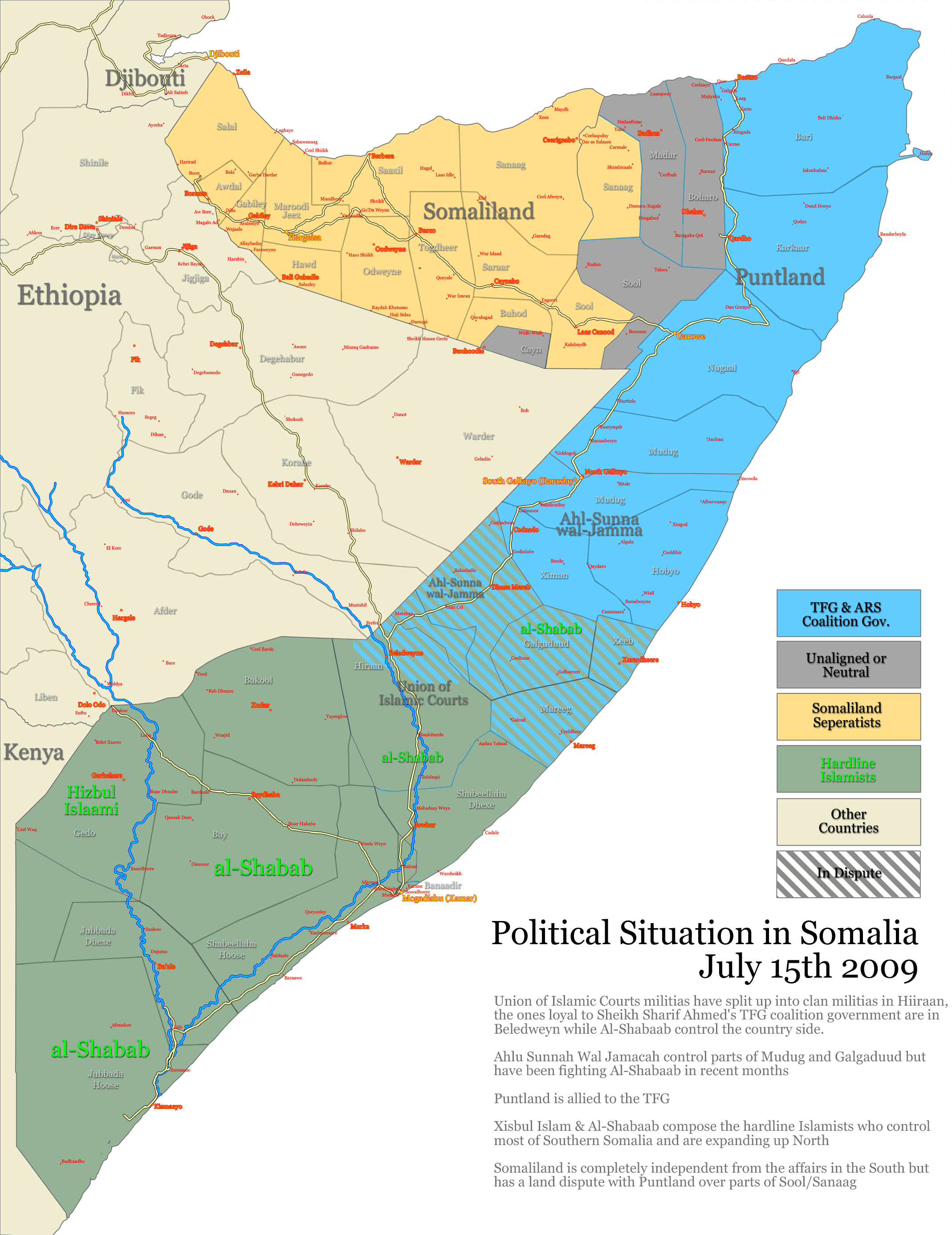
Sytuacja w Somalii w połowie lipca 2009

W wyniku dwumiesięcznych walk rebelianci zdobyli kontrolę nad terenami Hiraan, Shabellaha Dhexe, Mareeg oraz Galguduud.
22 czerwca Etiopczycy rozpoczęli operację militarną przeciwko rebeliantom w Kala-beyrka, leżącą w okręgu Hiraan. 28 czerwca rozpoczęły się walki pod El-baraf, leżące pod Mahaday. Znajdujących się tam Szebabów zaatakowała Unia Trybunałów.
26 lipca po ciężkich walkach Unia Trybunałów Islamskich zdobyła całkowitą kontrolę nad miastem Beledweyne. Dotychczas Hizbul Islam kontrolował zachodnią część miasta. Po jej zdobyciu w całym mieście wprowadzono godzinę policyjną.
11 sierpnia Asz-Szabab wycofało się z regionu El Dher w dystrykcie Galgadud. El Deher przeszło pod kontrolę milicji As-Sunna Wal Jamaaca. Wówczas w Galgadud jedynie region Al-Bur pozostawał w rękach Asz-Szabab. 13 sierpnia wybuchły kolejne walki w El Dehr. Rzecznik Szebabów Szejk Ali „Dheere” Mohamud, ogłosił, że rebelianci odzyskali kontrolę nad regionem. W dwudniowej walce zginęło 30 osób. 20 sierpnia w bitwie pod Bula Barde zginęły 33 osoby. Z kolei w starciach pod Bulahawa zabitych zostało 45 Szebabów.
14 września amerykańskie śmigłowce dokonały nalotu na pozycję rebeliantów w zajętym przez nich mieście Baraawe, leżącą nad Oceanem Indyjskim, 180 km na południe od Mogadiszu. W wyniku operacji prowadzonej pod kryptonimem „Celestial Balance” zginęły 4 osoby, w tym terrorysta Saleh Ali Saleh Nabhan.
17 września w podwójnym zamachu samobójczym w Mogadiszu zginęło 12 żołnierzy Burundi, pięciu Ugandy i czterech cywilów. 40 osób zostało rannych.
20 września Szebabowie zdobyli graniczące z Etiopią miasto Yeed. W wyniku starć z somalijskimi oddziałami rządowymi śmierć poniosło co najmniej 14 osób. Po tych walkach pojawiły się spekulacje, że etiopscy rebelianci z Narodowego Frontu Wyzwolenia Ogadenu (ONFL) pomagali Asz-Szabab w walce przeciwko somalijskiemu rządowi. Przedstawiciele Frontu odrzucili te oskarżenia i oświadczyli, iż nie mają żadnych powiązań z somalijskimi rebeliantami.
W wyniku walk, które toczyły się latem 2009, wojska etiopsko-somalijskie i bojówki wierne prezydentowi Ahmedowi odzyskały kontrole nad okręgami Mareeg, Galgudud oraz Shabellaha Dhexe. W ostatecznym rozrachunku w porównaniu z sytuacją w centralnej Somalii sprzed maja 2009 rebelianci objęli kontrolę o zachodnie krańce prowincji Hiraan i Shabellaha.

## Wojna trzech stron (2009–2010)

### Bratobójcze walki na południu Somalii
1 października wybuchły walki w Kismaju między Asz-Szabab a Hizbul Islam. Relacje między frakcjami kontrolującymi południe kraju zaczęły się pogarszać we wrześniu 2009. Dwa ugrupowania kontrolujące Kismaju ustaliły, iż będą rotacyjne sprawować władzę nad miastem po sześć miesięcy. Asz-Szabab, kontrolujący większość miast południa Somalii, po upływie tego czasu odmówił jednak oddania władzy Hizbul Islam. W wyniku walk poległo 12 rebeliantów, a 70 zostało rannych. Co najmniej 17 osób zginęło w trakcie serii bitew w nocy 5 października. Rzecznik somalijskiej frakcji rebeliantów Hizbul Islam powiedział, że „zaprosili” oni zagranicznych bojowników do walki z Asz-Szabab. 7 października doszło do starć w pobliżu wioski w pobliżu Janay Abdalla. Pierwszy atak o 4. rano zmusił rebeliantów Asz-Szabab do odwrotu.
Wrogo nastawione do siebie frakcje zaczęły rywalizację o kontrolę nad miastami w południowej Somalii. 22 listopada Asz-Szabab ogłosił, iż w następstwie walk wypędzono bojowników Hizbul Islam z miasta Afmadow.
W wyniku ciężkich walk między rebeliantami 28 listopada na granicy z Kenią tysiące cywilów zmuszonych było do ucieczki do południowego sąsiada Somalii. Asz-Szabab wyparł bojowników Hizbul Islam z miasta Dobley.
3 grudnia doszło do zamachu bombowego w hotelu Shamboo w stolicy kraju. W ataku terrorystycznym zginęło 25 osób, w tym ministrowie edukacji Ahmed Abdulahi Waayeel, zdrowia Qamar Aden Ali, szkolnictwa wyższego Ibrahim Hassan Addow. 60 osób zostało rannych, w tym minister sportu Saleban Olad Roble.

### Zmagania między rebeliantami i z rządem centralnym
Od stycznia 2010 walki toczyły się południu kraju – między Hizbul Islam i Szebabami (bitwa o Dobley) – oraz w centralnej Somalii (głównie wokół Beledweyne między frakcjami rebelianckimi a strukturami milicji As-Sunna Wal Jamaaca, lojalnymi prezydentowi Ahmedowi, które zakończyły się sukcesem rebeliantów). Rebelianci, tym razem osobno, także w stolicy przeprowadzali pojedyncze ataki na siły AMISOM oraz patrole wojsk rządowych.
2 lutego doszło do szturmu pałacu prezydenckiego. Atak odparto, a w wymianie ognia poległo 15 bojowników. 10 lutego miejsce miał kolejny atak moździerzowy na pałac prezydencki w wykonaniu Szebabów. W walkach zginęły 24 osoby, 40 zostało rannych, a tysiące cywilów uciekło ze stolicy. 9 marca na targowisku w dzielnicy Bakaret w Mogadiszu został zastrzelony lider Hizbul Islam Bare Ali Bare. Świadkowie wydarzenia informowali, iż morderstwa dokonali dwaj mężczyźni, prawdopodobnie członkowie Asz-Szabab.
10 marca wybuchły ciężkie walki w Mogadiszu. Szebabowie walczyli tam z siłami rządowymi oraz AMISOM.
15 marca rząd podpisał umowę o współpracę militarną z ochotniczą milicją Sufi. Bojownicy suficcy przeciwstawiali się radykalnym organizacjom walczącym z rządem w Mogadiszu. Wcześniej suficcy ochotnicy walczyli z radykałami w ramach milicji As-Sunna Wal Jamaaca.
19 marca w wymianie ognia między rebeliantami w mieście Dobley zginął jeden z liderów Asz-Szabab, Ali Hasan. Ugrupowanie to 25 marca przejęło kontrolę nad rozgłośniami radiowymi na terenach kontrolowanych przez nich. Według rządu w Mogadiszu było to naruszenie wolności słowa i prawa mediów.
2 maja rebelianci z ugrupowania Hizbul Islam zajęli bez walki piracki port w Haradheere. Port opuściły setki piratów. Radykałowie od piratów domagali się udziałów z piractwa.
11 lipca Szebabowie zorganizowali zamach w stolicy Ugandy – Kampali w wyniku czego zginęły 74 osoby. Był to odwet za obecność wojsk ugandyjskich w misji AMISOM. Po zamachach Unia Afrykańska zdecydowała się wzmocnić kontyngent AMISOM w Somalii o dodatkowych 4 tys. żołnierzy. W 2010 stacjonowała tam 6100 żołnierzy z Ugandy i Burundi. Nowi żołnierze mają pochodzić z Gwinei i Dżibuti.

### Kampania w Mogadiszu (2010)
23 sierpnia Szebabowie ogłosili „ostateczną wojnę” przeciwko „najeźdźcom”, jak nazwano 6 tys. żołnierzy Unii Afrykańskiej, stacjonujących w Mogadiszu. W krwawych starciach, które wybuchły w stolicy, zginęło co najmniej 40 cywilów, a ponad 130 zostało rannych. Dzień później rebelianci zaatakowali hotel w Mogadiszu, zabijając 31 osób, w tym sześciu parlamentarzystów.
W czasie walk w stolicy do dymisji 21 września podał się premier Somalii Omar Abdirashid Ali Sharmarke. Swoją decyzję argumentował potrzebą zakończenia wewnętrznych sporów przyczyniających się do obniżenia zdolności obronnych i poziomu bezpieczeństwa. 25 września suficka milicja As-Sunna Wal Jamaaca, która wspierała militarnie wojska rządowe ogłosiła, iż zaprzestaje walk zbrojnych z radykałami islamskimi w stolicy. Przyczyną tego była wspomniana dymisja premiera Somalii. Tym samym rząd somalijski nie wywiązał się z obietnic ws. podziału władzy, które zostały ustalane na mocy porozumienia z Addis Abeby. Członkowie milicji mieli mieć w rządzie pięciu ministrów. Suficcy milicjanci poinformowali, że nie zamierzają oddać kontrolowanych przed siebie terenów w centralnej Somalii rebeliantom i tam jeśli nastanie potrzeba będą walczyć. Nowym premierem został Mohamed Abdullahi Mohamed, który objął stanowisko 31 października.
W październiku 2010, kiedy podczas bitwy w stolicy przewagę zdobyły siły AMISOM, rebelianci z Asz-Szabab zamknęli kontrolowaną granicę z Kenią. Mimo to 20 tys. cywilów uciekło do Kenii przed toczącymi się w pobliżu granicy walkami. 29 października Szebabowie zdobyli kontrolę nad miastem Bulo Hawo.

### Ponowne zjednoczenie rebeliantów
23 grudnia 2010 Szebabowie przejęli kontrolę nad głównym miastem pirackim Harardhere, które Hizbul Islam zajęli 2 maja 2010. Po tym wydarzeniu, wieczorem 23 grudnia rebelianci z Hizbul Islam zdecydowali się na fuzję z ekstremistami z Asz-Szabab, wspieranych przez Al-Kaidę. Po połączeniu się z Asz-Szabab, rebelianci walczyli w imieniu Islamskiego Emiratu Somalii. Wznowienie sojuszu na celu miało obalenie prezydenta Ahmeda i ustanowienie islamskiego kalifatu w Somalii. Tym samym zakończył się rozłam wśród somalijskich fundamentalistów islamskich.
14 lutego 2011 w Mogadiszu rozpoczęły się protesty cywilów zainspirowane rewolucjami w Tunezji i Egipcie oraz protestami antyrządowymi w innych krajach arabskich, przeciwko fatalnej sytuacji bytowej i ciągnącej się nieustannie wojnie domowej.

## Ofensywa sił stabilizacyjnych AMISOM w Mogadiszu (2011)
Po zakończeniu protestów w Mogadiszu rozpoczęła się ofensywa międzynarodowych sił AMISOM w której zginęło kilkaset osób. W walkach z 19 lutego zginęło ponad 20 osób. 20 lutego w ciężkich walkach AMISOM zniszczyły umocnienia rebeliantów, zabijając przy tym sześciu dowódców Asz-Szabab. Zginęło także dwóch żołnierzy.
21 lutego miał miejsce zamach terrorystyczny. W wyniku wybuchu samochodu-pułapki zginęło co najmniej 20 osób.
Ciężkie walki trwały nadal. 23 lutego siły sprzymierzone o liczbie 2 tys. żołnierzy, lojalne prezydentowi Ahmedowi i żołnierze misji AMISOM zdobyły w dzielnicy Hodon budynek Ministerstwa Sprawiedliwości, fabrykę mleka oraz drogę prowadzącą do dzielnicy przemysłowej. Straty walk były bardzo duże – poległo 86 somalijskich żołnierzy, 8 żołnierzy AMISOM, 70 rebeliantów Asz-Szabab oraz 45 cywilów, czyli ponad 200 osób. Były to najbardziej mordercze walki w historii Mogadiszu, pomijając interwencje ONZ z 1993.
25 lutego zginęło co najmniej 10 osób. Koalicja zdobyła kolejne obiekty i sektory miasta i zatrzymała się 500 metrów od rynku Bakaara.
Według raportu z 5 marca w walkach zginęło łącznie 82 żołnierzy AMISOM, w tym co najmniej 43 żołnierzy Burundi i 10 z Ugandy. To największe straty burundyjskich żołnierzy od czas wojny domowej w Burundi. 12 marca władze Burundi zarządziły wysłanie dodatkowych 1000 żołnierzy. Ich kontyngent po tym wynosił 4400 żołnierzy.
5 marca w Mogadiszu wybuchły dwa samochody-pułapki. Według rebeliantów w ataku zginęło 70 somalijskich żołnierzy, a 160 zostało rannych. Władze somalijskie uznały te liczby za zawyżone. 8 marca 10 cywili poległo w starciach. 9 marca pięciu rządowych żołnierzy zginęło, a czterech odniosło rany, po wybuchu bomby w bazie wojskowej Kuliyada w Mogadiszu. 10 marca 51 cywili zginęło w ulicznych walkach w Mogadiszu. 90 osób odniosło rany. Ciężkie walki trwały w dzielnicach Bondhere, Dayniile, Shibis Hawlwadig i Hodan. 17 marca 13 osób zginęło w walkach. Wśród zabitych jest sześciu żołnierzy AMISOM oraz siedmiu cywili.
24 rebeliantów zginęło, a 27 zostało rannych po ostrzale artyleryjskim w wykonaniu AMISOM, co miało miejsce 20 marca. 23 marca 61 osób zginęło w tym 11 żołnierzy rządowych w intensywnych starciach. 25 marca zabito 12 cywili. Zaciekłe walki uliczne kontynuowano 28 marca, kiedy to poległy 152 osoby: 58 żołnierzy rządowych, 51 rebeliantów i 43 cywili.
1 kwietnia zginęło 21 Szebabów i 17 żołnierzy somalijskich. 8 kwietnia 45 rebeliantów, 9 cywili i 6 wojskowych AMISOM poległo w walkach w stolicy.
12 maja wojska somalijskie wspomagane przez AMISOM i siły sufickie rozpoczęły ofensywę w Mogadiszu na rynku Bakara. Już dwa dni później siły sojusznicze odniosły ważny sukces. Zabito Abdifataha Mahameda, dowódcę rebeliantów w Mogadiszu oraz oficera wywiadu Abdiwahaba Sheik Dole. 25 maja rebelianci otwarli w stolicy drugi front, by odciążyć broniących się Szebabów na rynku. 300 islamistów atakowało wrogów w bazach Bonder, Shingani i Scibis. W atakach zginęło sześciu radykałów. Z powodu intensywnych walk ewakuowano kupców z bazaru Bakaara. 8 czerwca na ulicach Mogadiszu zginął Fazul Abdullah Mohammed, dowódca Al-Kaidy w Afryce Wschodniej. Ofensywę w Mogadiszu przerwała katastrofalna susza, podczas której dochodziło do sporadycznych ataków.
22 czerwca 2010, krótko przed samobójczych atakach bombowych w Kampalii, ministrowie Unii Afrykańskiej zdecydowali o poszerzeniu mandatu misji, który pozwoliłby na większe zaangażowanie w walce z bojówkami Asz-Szabab. Kilka dni później pod naciskiem Narodów Zjednoczonych, zgodziła się odstąpić od decyzji i zdecydowano jedynie o powiększeniu kontyngentu jednostkami państw afrykańskich.

## Walki na prowincji oraz susza i klęska głodu (2011)
Walki w 2011 zarówno na prowincji jak i w stolicy charakteryzowały się niespotykaną dotąd brutalizacją i były najbardziej krwawe w historii somalijskiego konfliktu.
5 marca siły rządowe wspierane przez wojska etiopskie i AMISOM zdobyły kontrolę nad Bulo Hawe, którym przez pół roku administrowali Szebabowie. 10 marca 20 bojowników zginęło w walkach w wioskach Ceel-lahelay oraz God-durwa w Galgadud. Rannych zostało także 28 cywili. 7 marca siły rządowe odbiły miasto Luuq i Elwak w regionie Gedo nie napotykając większego oporu. Wobec tego ruch Raskamboni wystąpił przeciwko radykalnym rebeliantom. 12 marca 44 osoby poległy w bitwie w mieście Diif przy granicy z Kenią. 13 marca 23 osoby, przeważnie rebelianci zginęli w bitwie z siłami rządowymi w Beledweyne.
14 marca 62 żołnierzy somalijskich zginęło, a 33 zostało rannych podczas bitwy o miasto w regionie Gedo. Nieznane są straty po stronie rebeliantów. 18 marca kontynuowano walki w regionie Luuq. Tym razem w mieście Luuq poległo 29 sufickich milicjantów, a 50 zostało rannych.
20 marca 42 osoby poległy w walkach między siłami rządowymi a rebeliantami podczas bitwy o miasto Dobley. 3 kwietnia zginęło 178 osób w bitwach o Dobley i Liboi. Wśród zabitych jest 77 żołnierzy rządowych, 57 cywili, 44 Szebabów. Ostatecznie siły lojalne władzy centralnej odbiły miasta. Były to najbardziej mordercze walki na somalijskiej prowincji w historii tego konfliktu. 9 kwietnia 15 somalijskich żołnierzy oraz 13 cywili i nieznana liczba rebeliantów poległo w zajadłych walkach o Beledweyne.
27 kwietnia wybuchły walki między Szebabami a milicją As-Sunna Wal Jamaaca wspieraną przez siły rządowe w dystrykcie Gedo. Rebelianci tracili kolejne miasta i wioski. Szczególnie ciężkie walki trwały w stolicy regionu – Garbaharey, gdzie ginęły setki ludzi. Garbaharey został odbity przez sprzymierzonych 30 kwietnia. Od początku maja rebelianci atakowali utracone miasto.
11 maja Szebabowie odbili z rąk administracji Puntlandu dystrykt Galgala. W walkach zginęło 14 osób. Walki między Szebabami a sufitami toczyły się w Galgudud, a pod Dobley z Szebabami walczyły grupy Ras Kamboni.
19 czerwca, po rezygnacji z urzędu premiera Mohameda Abdullahiego Mohameda w wyniku podpisanego 10 dni wcześniej porozumienia w Kampali, Abdiweli Mohamed Ali przejął obowiązki premiera do czasu powołania przez prezydenta nowego szefa rządu. Porozumienie przewidywało przedłużenie mandatu somalijskich władz o rok, do sierpnia 2012, a także powołanie nowego gabinetu w ciągu 30 dni. Mohamed Ali na premiera przez parlament został zatwierdzony 28 czerwca.
Latem 2011 Somalię nawiedziła najgorsza od 60 lat susza, która dotknęła przeszło 10 mln osób, z czego 2,5 mln potrzebowało natychmiastowej pomocy humanitarnej. Szczególnie dramatyczna sytuacja dotyczyła cywili przebywających w obozach dla uchodźców, gdzie brakowało wody oraz pożywienia. Cywile ci z powodu głodu uciekali z nich do pogrążonej w walkach stolicy co tylko potęgowało kryzys. Ponadto rządy islamistów na południu kraju uniemożliwiało doprowadzenie pomocy humanitarnej do stolicy i centralnej Somalii. Początkowo Szebabowie twierdzili, że w Somalii panuje zwyczajna susza i nie ma głodu, a wszelką pomoc z zewnątrz trwonili. Jednak po pewnym czasie anulowali zakaz operowania organizacjom humanitarnym na terenie kraju.
W dwóch prowincjach na południu tego kraju, kontrolowanych przez islamskie bojówki, ONZ ogłosiła oficjalnie klęskę głodu. Do stolicy Somalii w poszukiwaniu żywności przybyło 85 tys. ludzi z regionów dotkniętych suszą. Tymczasem premier Somalii Abdiweli Mohamed Ali oskarżył 28 lipca ONZ o opóźnianie pomocy dla głodujących w państwach Rogu Afryki, w momencie kiedy na ulicach z głodu ginęły setki osób. Organizacja odparła, zarzut, gdyż zbierane były na ten cel pieniądze.
6 sierpnia 2011 kontrolujący większą część Mogadiszu Szebabowie, wycofali się na południe do swoich baz w mieście Baydhabo. Rebelianci powiedzieli, że zmienili taktykę, więc dlatego cofnęli się ze stolicy, jednak w rzeczywistości ich też dotknęła tragiczna susza i co za tym idzie głód. 9 sierpnia 2011 somalijski rząd wykorzystując klęskę żywiołową, zaoferował amnestię dla bojowników Asz-Szabab, którzy porzucą broń, wyrzekną się przemocy i zaaprobują rząd w Mogadiszu.
Klęska głodu w Somalii według organizacji pomocowych spowodowała śmierć aż 260 tys. ludzi z czego połowę stanowiły dzieci poniżej piątego roku życia.
W nocy z 2 na 3 września bojówki islamistyczne dokonały rajdu na Puntland. Doszło do krwawych potyczek w których życie straciło 60 osób, w tym 40 rebeliantów i 6 żołnierzy separatystycznego Puntlandu, a 18 zostało pojmanych. Atak został ostatecznie odparty. Z kolei 7 września do walk doszło na południu Somalii przy granicy z Kenią. Rebelianci pojmali znajdujących się na granicy dwóch żołnierzy kenijskich.
10 września rebelianci zaatakowali miasto Elwaq na południu kraju. W walkach zginęło 12 rebeliantów i żołnierzy. Dzień później armia somalijska przeprowadziła kontratak i pokonała rebeliantów, zabijając przy tym 30 bojowników.
W myśl nowej taktyki rebeliantów, mieli przeprowadzać zamachy bombowe. Taki zuchwały akt terroru miał miejsce 4 października, kiedy w Mogadiszu przy budynkach rządowych czterech ministerstw eksplodował samochód-pułapka. Aż 139 osób poniosło śmierć, a 93 zostały ranne. Był to najbardziej krwawy zamach terrorystyczny w somalijskiej stolicy od czasu rozpoczęcia wojny domowej.
W dniach 20-21 października dokonali szturmu na stołeczną dzielnicę Daynile, zabijając 10 żołnierzy AMISOM.

## Interwencja wojsk kenijskich (2011-2012)
16 października 2011 granicę z Somalią przekroczyły transportery z kenijskimi żołnierzami. Liczyły one dwa bataliony po 800 żołnierzy każdy. Bezpośrednią przyczyną interwencji pod kryptonimem Linda Nchi było porwanie 13 października przez Asz-Szabab na terytorium Kenii dwóch hiszpańskich działaczek humanitarnych organizacji Lekarze Bez Granic. Już wcześniej somalijscy rebelianci porywali w Kenii obcokrajowców. 11 września na archipelagu Lamu w ręce porywaczy trafiła 56-letnia Brytyjka, a 1 października w tym samym regionie uprowadzona została 66-letnia Francuzka. Po rozpoczęciu interwencji nad terenem przygranicznym krążyły samoloty i śmigłowce, które zbombardowały dwie bazy rebeliantów. Rebelianci ogłosili, że Kenia pogwałciła prawa terytorialne Somalii i wezwali Somalijczyków do obrony kraju.
17 października 2011 wojsko somalijskie przy wsparciu kenijskim z powietrza odbiło miasto Qoqani ok. 100 km od granicy z Kenią. Podczas misji z powodów technicznych spadł na ziemię helikopter Harbin Z-9. Zginęło pięciu żołnierzy kenijskich. 18 października do Mogadiszu przybyli kenijscy ministrowie. Eksplodował tam wówczas samochód-pułapka. Zginęły cztery osoby, 15 odniosło obrażenia.
24 października 2011 Szebabowie zorganizowali dwa zamachy w kenijskiej stolicy – Nairobi. W miejscowej dyskotece odpalono granat F-1. Wieczorem na przystanku autobusowym wybuchła bomba – zginęła jedna osoba, osiem odniosło rany. Tymczasem wojsko somalijsko-kenijskie zmierzało ku miastu Afmadow, z głównym celem przejęcia miasta Kismaju – bastionu rebeliantów. Miasto to zostało zbombardowane z powietrza.
Kenijskie dowództwo za pomocą Twittera ogłosiło 1 listopada plany ataku na 9 somalijskich miast – Baydhabo, Baadheere, Dinsur, Afgoye, Bwale, Barawe, Dżilib, Kismaju i Afmadow. Wszystkie te miasta były kontrolowane przez Szebabów. Na początku listopada władze Dżibuti oraz Sierra Leone zadeklarowały wysłać po 850 żołnierzy, którzy zasilą kontyngent AMISOM w Mogadiszu. Dołączenie do kontyngentu AMISOM rozważała Etiopia, jednak później zdecydowała się na powtórną interwencję w Somalii. Dotychczas stacjonowało tam 9 tys. żołnierzy z Ugandy oraz Burundi.
19 listopada 2011 na trójstyku Somalii, Kenii i Etiopii w Manderze granicę przekroczyło 28 ciężarówek i pojazdów opancerzonych z etiopskimi żołnierzami. Etiopczycy wjechali także w głąb Somalii oprócz regionu Gedo w Galgududzie i Hiraan. Tego samego dnia policja kenijska aresztowała 60 podejrzanych o współpracę z Asz-Szabab osób.
W listopadzie i grudniu 2011, kenijskie siły powietrzne wielokrotnie bombardowały pozycje Szebabów w południowej Somalii, zadając im duże straty. Największą akcją Kenijczyków był nalot z 24 grudnia 2011 na miasto Badhadhe i Kolbio w północnej Kenii, kiedy to zginęło nawet 200 Szebabów.

## Transformacja polityczna i proklamowanie Federalnej Republiki Somalii

### Schyłkowy okres rządów przejściowej administracji
19 lutego 2012, w Garoowe na obszarze Puntlandu, prezydent Sharif Ahmed w podpisał razem prezydentem tego terytorium Abdirahmanem Mohamudem Farole, przywódcą Galmudugu Mohamedem Ahmedem Alinem oraz liderem organizacji zbrojnej As-Sunna Wal Jamaaca porozumienie polityczne w sprawie wyboru nowych władz po zakończeniu 20 sierpnia 2012 mandatu przejściowej administracji. W porozumieniu nie uczestniczyli jednakże przedstawiciele dwóch innych największych sił politycznych, Somalilandu oraz Asz-Szabab. Porozumienie przewidywało powołanie do 20 sierpnia 2012 w miejsce Tymczasowego Parlamentu Federalnego nowego mniejszego o połowę Federalnego Parlamentu Somalii, złożonego z dwóch izb: 225-ososbowej izby niższej i 54-osobowej izby wyższej. Nowy parlament dokonać miał wyboru nowego prezydenta, który z kolei uprawniony był do mianowania szefa rządu. Równocześnie, wyłonione w podobne sposób co parlament, Narodowe Zgromadzenie Konstytucyjne miało przyjąć nową konstytucję kraju.
W lutym 2012 prezydent uczestniczył również w międzynarodowej konferencji w Londynie poświęconej sprawom Somalii, na której 55 państw przyjęło wspólny plan, w którym zobowiązało się do zwiększenia wysiłków na rzecz walki z terroryzmem w Somalii i wspierania w tym zakresie Unii Afrykańskiej, wzmożonej walki z piractwem, a także poparło porozumienie z Garoowe i plan powołania nowych, stałych władz w Somalii do sierpnia 2012. Z kolei 28 czerwca 2012 prezydent spotkał się w Dubaju z prezydentem Somalilandu Ahmedem Mohamoudem Silanyo. Było to pierwsze spotkanie przywódców dwóch krajów od czasu ogłoszenia przez Somaliland niepodległości w 1991. Prezydenci podpisali wówczas porozumienie o współpracy (tzw. Karta Dubajska), zakładające wzmocnienie wzajemnych stosunków oraz podjęcie wysiłków na rzecz osiągnięcia porozumienia w kwestiach spornych i dążenia do stabilizacji w regionie.

### Wyłonienie nowych władz i zmiany ustrojowe

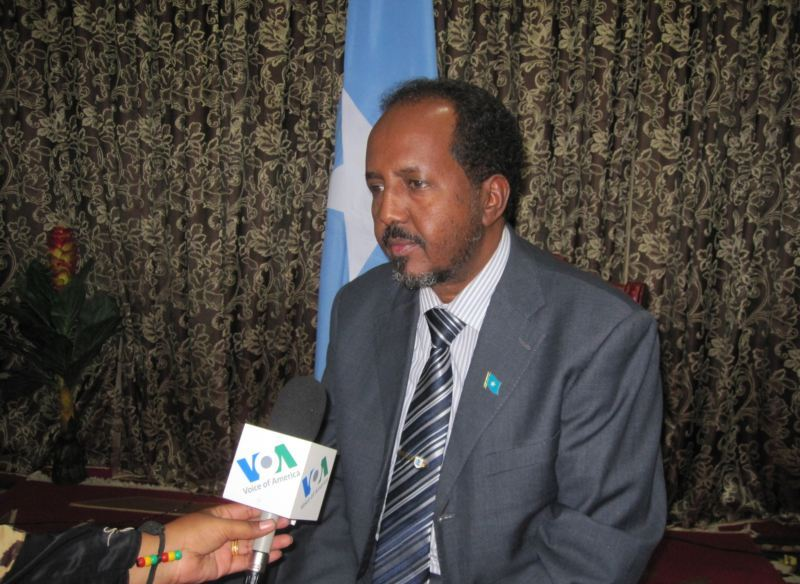
Prezydent Hassan Sheikh Mohamud

23 czerwca 2012 przedstawiciele najwyższych władz Somalii, a wśród nich prezydent, premier i przewodniczący parlamentu, przyjęli projekt nowej konstytucji. 1 sierpnia 2012 tego samego dokonało Narodowe Zgromadzenie Konstytucyjne, wybrane przez starszyznę, która dokonała również wyboru deputowanych do nowego parlamentu. 20 sierpnia 2012, zgodnie z harmonogramem porozumienia prezydent Sharif Ahmed ustąpił ze stanowiska. Tego samego dnia zaprzysiężony został nowy Federalny Parlament Somalii, a obowiązki szefa rządu przejął jego tymczasowy przewodniczący Muse Hassan Abdulle, który 28 sierpnia 2012 przekazał je nowemu przewodniczącemu Mohamedowi Osmanowi Jawariemu. Sharif Ahmed został jednym z kandydatów na urząd prezydenta, którego wybór należał do prerogatyw parlamentu.
10 września 2012 odbyły się wybory prezydenckie. Do drugiej tury głosowania przeszedł Sheikh Sharif Ahmed, Hassan Sheikh Mohamud, premier Abdiwelim Mohamedem Alim oraz Abdulkadirem Osoble. W drugiej turze głosowania, po wycofaniu się z niej dwóch ostatnich kandydatów, wygrał Hassan Sheikh Mohamud, który 16 września 2012 został zaprzysiężony na nowego prezydenta Somalii. W wyniku transformacji politycznej oficjalna nazwa kraju zmieniła się z Republiki Somalijskiej na Federalną Republikę Somalii. Prezydent mianował na stanowisko premiera Abdi Faraha Szidrona Saajda, który na stanowisku został zaprzysiężony 17 października 2012.
Wobec klęsk Szebabów, 24 września 2012 Mohamed Moallin ogłosił wydzielenie się ugrupowania Hizbul Islam z Asz-Szabab. Decyzję motywował zmianami na somalijskiej scenie politycznej. Dodał, że ugrupowanie nie zgadzało się z filozofią polityczną, a bojownicy zostali zdominowani przez swojego sojusznika. Lider Hizbul Islam, Szejk Hassan Dahir Awejs, krytykował islamistów z Asz-Szabab za zabijanie cywilów i powiązania z Al-Ka’idą. Ponadto padła deklaracja otwarcia na rozmowy z wszelkimi podmiotami politycznymi w celu osiągnięcia dobra wspólnego.
17 stycznia 2013 Stany Zjednoczone uznały rząd Somalii jako reprezentatywne władze kraju. To pierwszy tego typu krok po 1991. Uznanie ogłosiła sekretarz stanu USA Hillary Clinton podczas spotkania z prezydentem Hassanem Sheikhiem Mahamudem. Clinton powiedziała, że „pierwszy raz od ponad 20 lat” Somalia posiada „reprezentatywny rząd” oraz instytucje polityczne. Dodała, że przemiany w Somalii otworzyły nowy etap w stosunkach amerykańsko-somalijskich.

### Kampanie wojsk zagranicznych w czasie transformacji politycznej (2012–2013)

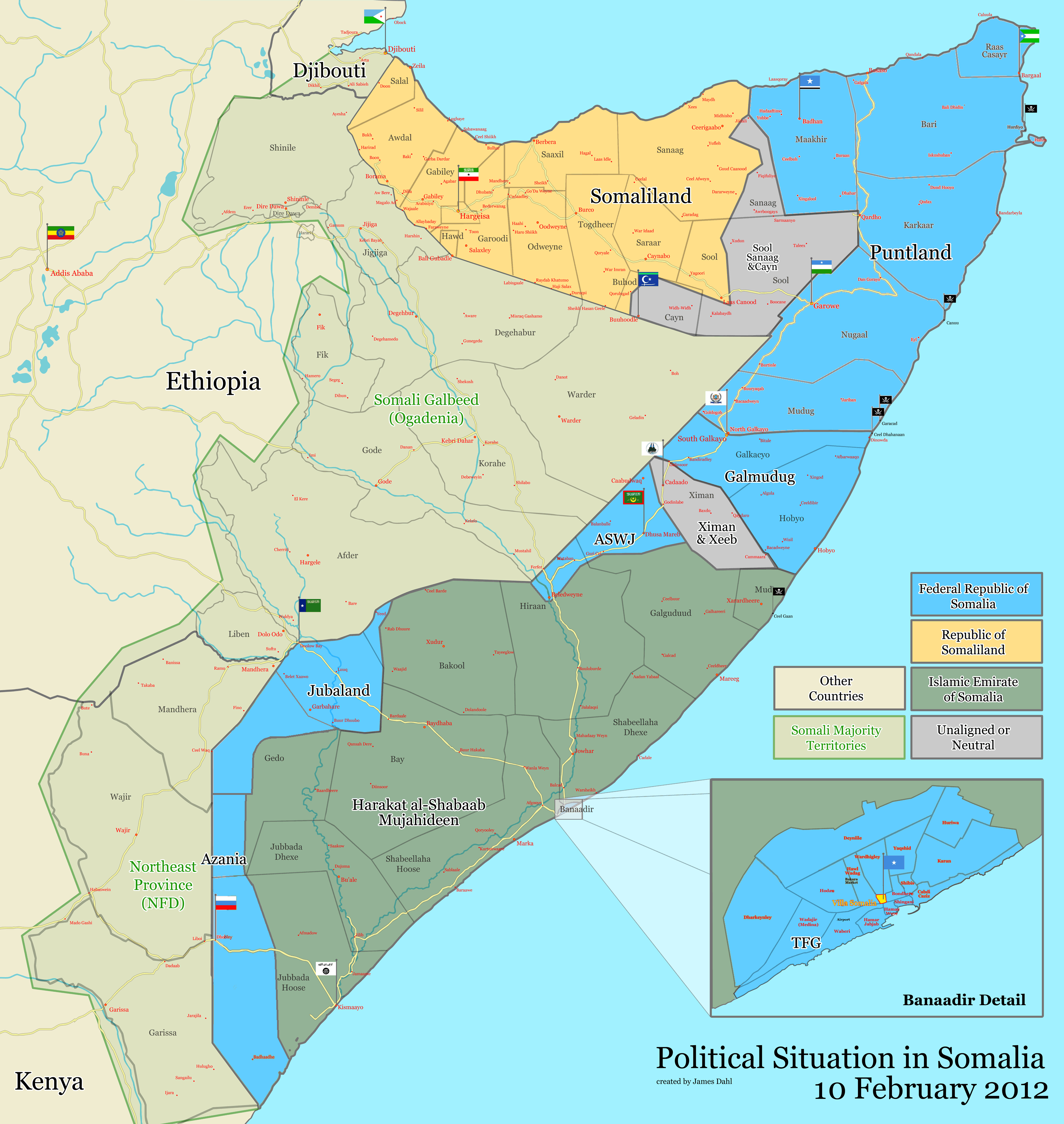
Podział wpływów w Somalii po kenijskiej interwencji

Na początku lutego 2012 lider Al-Ka’idy Ajman az-Zawahiri otwarcie przyznał, iż Asz-Szabab weszło w ścisły sojusz ze światowym ugrupowaniem terrorystycznym. Od 2009 somalijscy radykałowie byli oskarżani o współpracę z Al-Kadią, jednak po tym oświadczeniu uznano ją oficjalnie za siatkę Al-Kaidy w Somalii.
22 lutego 2012 siły somalijskie i wspierający je żołnierze etiopscy przejęli kontrolę nad miastem Baydhabo. Do miasta wjechało 50 pojazdów opancerzonych i 20 czołgów. Miasto to było kontrolowane od 2008 przez rebeliantów, a w latach 2008–2009 oblegane przez Etiopczyków. 22 marca 2012 Etiopczycy zajęli miasto Xuddur w regionie Bakool. Z kolei 26 marca 2012 siły wojskowe Etiopii, wspierane przez somalijskie bojówki, odbiły z rąk Asz-Szabab jedną z głównych baz organizacji, Al-Bur, położone około 350 km na północ od Mogadiszu.
W marcu 2012 kenijski pułkownik Cyrus Oguna orzekł, iż operacja Linda Nchi dobiegała końca. Od rozpoczęcia interwencji armia kenijska spacyfikowała południe Somalii i przejęła kontrolę nad 20 miastami. 31 maja 2012 wojska zagraniczne wraz z somalijskim zajęło miasto Afmadow na południu kraju. 2 czerwca 2012 wojska kenijskie weszły w skład sił AMISOM na mocy porozumienia Unii Afrykańskiej z kenijskim Ministerstwem Obrony. Tym samym zakończyła się operacja Linda Nchi.
27 sierpnia 2012 siły aliancie zajęły port Marka. Islamiści bez podjęcia walki ewakuowali się do Kismaju, która była ostatnią główną twierdzą rebeliantów. Na początku września 2012 wojsko kenijskie oraz somalijskie przystąpiło do oblężenia Kismaju. Od południa nadciągały wojska kenijskie, od zachodu etiopskie, z kolei od północy ugandyjsko-burundyjskie. Kenijczycy stanęli u bram miasta i czekali na nadciągnięcie taborów. Tymczasem islamiści, przewidujący porażkę w konfrontacji z aliantami, pakowali i przerzucali broń w góry Galagi w Putlandzie. Asz-Szabab namawiało cywilów do obrony miasta, z kolei władze centralne nawoływały do ucieczki z Kismaju.
W czasie oblężenia miasto było bombardowane z powietrza oraz morza. Najważniejszymi celami było lotnisko oraz magazyny broni używane przez rebeliantów. W czasie trwania operacji śmierć poniosło wielu cywilów o co oskarżono armię kenijską. Po długotrwałym ostrzale miasta, w czasie którego miasto opuściło łącznie 12 tys. cywilów, w nocy z 27 na 28 września 2012 doszło do ataku lądowego i desantu morskiego. Armia kenijska i somalijska zaatakowała miasto od północy oraz strony portu i plaży miejskiej. Rebelianci przeciwko kolumnie wojsk sprzymierzonych używali improwizowanych ładunków wybuchowych (IED) oraz granatników przeciwpancernych (RPG). Islamiści z miasta zostali wyparci 29 września 2012 i tym samym po czterech latach zakończyły się tam rządy radykałów. Po zdobyciu miasta siły zbrojne plądrowały budynki administracji w mieście.
9 grudnia 2012 wojsko somalijskie wspierane przez siły AMISOM odbiły z rąk islamistów miasto Johwar, będące pod kontrolą radykałów od 17 maja 2009.
W nocy z 11 na 12 stycznia 2013 w Bulo Marer doszło do operacji francuskich komandosów tajnych służb (DGSE), mających na celu uwolnienie francuskiego zakładnika Dennisa Allexa, agenta DGSE, porwanego przez Szebabów 14 lipca 2009. O godz. 2. czasu lokalnego nad miasto nadleciała znaczna ilość śmigłowców francuskich oraz amerykańskie śmigłowce USAF, które wylądowały opodal posterunku i zabudowań zajmowanych przez Asz-Szabab. Do walki na lądzie z rebeliantami przystąpili francuscy komandosi, wspierani przez lotnictwo. Intensywne walki trwały kilka godzin, lecz komandosi wycofali się nad ranem. W walkach zginął jeden francuski komandos, drugi był zaginiony. Według rebeliantów, którzy stracili 17 ludzi, drugi komandos zmarł z powodu obrażeń. Akcja zakończyła się porażką, gdyż według władz francuskich bojownicy zastrzelili zakładnika. Ci zaś poformowali, iż Allex żyje. Jednak w odwecie za nieudany rajd na kryjówkę rebeliantów, przeprowadzono jego egzekucję 16 stycznia 2013 o godz. 17:30.
27 lutego 2013 siły somalijskie i AMISOM odbiły strategiczne miasto Buur Hakaba w regionie Bay, łączące Mogadiszu i Baydhabo oraz dalej etiopską granicę. 17 marca 2013 wojska etiopskie wycofały się z miasta Xuddur w regionie Bakool, dzięki czemu weszli do niego rebelianci czekający w okopach pod miastem.

### Bunt w Jubalandzie i dalsza federalizacja kraju (2013)
Azania, południowy region Somalii, ze stołecznym Kismaju, spacyfikowany przez wojska kenijskie, został przemianowany z powrotem na Jubaland. 15 maja 2013 odbyły się tam bowiem samozwańcze wybory prezydenta Jubalandu, które wygrał Ahmed Madobe. Uzyskał on 485 z 500 głosujących watażków. Po wyborach jego oponent, Barre Aden Shire, znany także jako Bare Hirale, były minister obrony Somalii, również ogłosił się prezydentem Jubalandu. Był on nieformalnie popierany przez Mogadiszu, przez co w Kismaju wybuchły walki między watażkami. Podczas rywalizacji frakcji w dniach 25-26 czerwca 2013 zginęło 31 osób.
W wyniku podpisanego 28 sierpnia 2013 roku porozumienia z centralnymi władzami Somalii, region został uznany i utworzono dla niego tymczasową administrację. 13 września 2013 prezydent Jubalandu Szajch Ahmad Madobe został zaatakowany w Kismaju przez Asz-Szabab. Madobe przeżył atak na swój konwój, jednak zginęło 20 osób. W dniach 3-6 listopada 2013 doszło do oficjalnej konferencji pojednania między zbuntowanym Jubalandem a rządem centralnym. Rozmowy zakończyły się porozumieniem o wstrzymanie działań wojennych i uzgodnieniem autonomii. 7 grudnia 2013 prezydent Madobe powołał nowy regionalny rząd.
3 marca 2014 sześć federalnych regionów somalijskich wybrało prezydentów. 10 marca 2014 somalijski rząd federalny, ONZ oraz Unia Afrykańska uznały za legalne istnienie federalnego terytorium Południowo-zachodniej Somalii, W skład terytorium wchodzą takie regiony jak Południowego Shabelle, Bay oraz Bakool. 17 marca 2014 starszy dowódca obrony Puntlandu został zabity w ataku Asz-Szabab w Galadze, nieopodal Bossaso. Napięcie spowodowane było utworzeniem nowego federalnego regionu w centralnej części Somalii. 27 marca 2014 roku trzy kolejne regiony wzięły udział w konferencji w Baydhabo. Kolejne dwa regiony wybrały prezydenta regionu Shabelle na konferencjach w Afgoye i Południowym Shabelle. 28 marca 2014 roku trzech domniemanych szpiegów federalnego rządu Somalii zostało zabitych w mieście Barawe.

### Atak terrorystyczny Asz-Szabab w Nairobi (2013)
W szeregach ugrupowania Asz-Szabab tlił się konflikt między obozem zwolenników globalnego dżihadu na czele którego stał Muchtar Abu Zubejr z obozem nacjonalistów reprezentowanym przez Hassana Dahira Awejsa. Pierwsza z grup propagowała sojusz z Al-Ka’idą i chciała wyprowadzić wojnę poza granicę Somalii, w celu utworzenia kalifatu w Afryce Wschodniej. Drugi z obozów, chciał się skupić jedynie na walce wewnętrznej z rządem centralnym. W czerwcu 2013 Abu Zubejr zlecił zabicie czterech oponentów z przeciwstawnego obozu. Sam Hassan Dahir Awejs oddał się w ręce żołnierzy UA.
Od tego czasu Asz-Szabab stawiało na taktykę walki terrorystycznej, którą reprezentowała Al-Kaida. Przeprowadzano wiele zamachów samobójczych na obiekty rządowe i popularne wśród cywilów miejsca publiczne, takie jak teatry, sale koncertowe, restauracje i kawiarnie. 21 września 2013 Asz-Szabab ponownie zaatakował poza granicami Somalii. Tym razem w kenijskim Nairobi bojownicy zajęli centrum handlowe Westgate Mall biorąc setki zakładników. W wyniku czterodniowego oblężenia, zginęły 72 osoby. Sam atak w Nairobi według radykałów był odwetem za obecność kenijskich wojsk na ziemi somalijskiej.
W odpowiedzi na akcję terrorystyczną w Nairobi, amerykańska jednostka Navy SEALs dokonała 5 października 2013 ataku w mieście Baraawe, których celem było pojmanie Abu Zubejra. Komandosi natrafili na silny opór przeciwnika, co spowodowało ich odwrót. Jednocześnie podobny atak komandosów został przeprowadzony został w Libii, gdzie po wojnie domowej umacniali się islamscy radykałowie. Tamtejsza operacja zakończyła się sukcesem, gdyż pojmano Abu Anasa al-Libiego, lidera struktur powiązanych z Al-Ka’idą w Libii.

### Działania sił zewnętrznych w Somalii na przełomie 2013/2014
19 października 2013 w zamachu w Baladwajn, wymierzonego w etiopskich żołnierzy, zginęło 17 osób, w tym czterech Etiopczyków, a 30 zostało rannych. 28 października 2013 w mieście Dżilib doszło do ataku za pomocą amerykańskiego samolotu bezzałogowego. W wyniku trafienia pociskami w samochód zginęło dwóch bojowników Asz-Szabab. 31 października 2013 kenijskie lotnictwo dokonało nalotu na pozycje islamistów w regionie Dinsoor. Zginęło nawet 300 rebeliantów. W styczniu 2014, Stany Zjednoczone poinformowały, iż od października 2013 w Somalii utrzymywały bliżej nieokreśloną liczb instruktorów wojskowych.
12 listopada 2013 Rada Bezpieczeństwa ONZ jednomyślnie uchwaliła rezolucję autoryzującą zwiększenie liczebności afrykańskich sił pokojowych AMISOM w Somalii z 17731 do 22126 żołnierzy. 22 stycznia 2014, 4395 przebywających w Somalii etiopskich żołnierzy, zostało formalnie włączanych w skład misji AMISOM.
2 grudnia 2013 somalijski parlament uchwalił wotum nieufności wobec gabinetu Saajda, w związku z czym premier musiał ustąpić. Jego następcą został Cabdiwali Sheekh Axmed, zaprzysiężony na stanowisku 21 grudnia 2013. 8 stycznia 2014 został wyłoniony w wyborach nowy prezydent Puntlandu. Został nim były premier Somalii - Abdiweli Mohamed Ali. 25 stycznia 2014 wysłał przeciwko ukrywającym się w górach Puntlandu bojownikom Asz-Szabab wojska, które operowały pod Bosaso i Galgalą. Wcześniej, bo 10 stycznia 2014, lotnictwo zaatakował obóz treningowy partyzantów Garbarahey w regionie Gedo, w wyniku czego śmierć poniosło 30 bojowników.
21 lutego 2014 w Mogadiszu miał miejsce atak samobójczego komando Asz-Szabab na Pałac Prezydencki. Zamachowiec-samobójca podjechał samochodem pod bramę pałacu, po czym wysadził pojazd w powietrze. Następnie przystąpiono do ataku wykorzystując broń automatyczną i granaty. Szturm odparto, a napastników zabito. 7 marca 2014 wojska etiopsko-somalijskie odbiło z rąk rebeliantów miasto Xuddur, stolicę regionu Bakool. Xuddur już wcześniej był kontrolowany przez Etiopczyków od 22 marca 2012 do 17 marca 2013. Dwa dni wcześniej, 5 marca 2014, sprzymierzone siły odbiły miasto Rab Dhuure w regionie Bakool. Asz-Szabab broniąc miasta, stawiało opór. W potyczce zginęło 12 osób.
W marcu 2014 siły AMISOM i federalnego rządu Somalii kontynuowały ataki przeciwko Asz-Szabab. 5 marca 2014 AMISOM zostało poproszone przez syryjskie władze o pomoc przy ochronie południowych granic kraju przed rajdami sił ugrupowania Asz-Szabab. 9 marca 2014 roku lider ugrupowania Asz-Szabab, Muchtar Ali Zubejr, za pośrednictwem filmu video apelował, aby wypowiedzieć dżihad przeciwko obcym wojskom. 11 marca 2014 Specjalny Wysłannik ONZ do Somalii, Nicholas Kay, poinformował o pogorszeniu się bezpieczeństwa w kraju. W dniach 13-26 marca 2014 dziewięć miejscowości kontrolowanych przez rebeliantów w regionach Bay, Bakool, Gedo, Hiiraan, Galgadud, Południowym i Środkowym Shabelle, zostało przejęte przez siły AMISOM i Somalii. 18 marca 2014 w mieście Buulo Burto, w regionie Hiiran miał miejsce bombowy atak samobójczy, w którym zginęło dwudziestu żołnierzy. 23 marca 2014 niezidentyfikowani uzbrojeni napastnicy zastrzelili ośmiu członków delegacji regionu Shabelle w pobliżu miasta Burhakaba w regionie Bay.